# Gallowayponny
Gallowayponnyn är en numera utdöd ponnyras som härstammade ifrån Skottland och norra England. Den sades vara vacker och gick i passgång, istället för att trava. Gallowayponnyn nämndes av Shakespeare i flera dikter och pjäser som "Galloway Nags". I Australien kallar man fortfarande en del ponnyer för Galloway, det är en speciell typ av ponny som mäter över 140 och under 150 cm i mankhöjd och är en utmärkt ridponny, jämförbar med hästtypen Cob.

## Historia
Gallowayponnyn utvecklades i vilt tillstånd på de skotska och engelska hedarna. I fångenskap tränades de av de bästa hästmännen i landet och rasen blev populär bland engelsmännen och till och med de gamla romarna pratade om den vackra ponnyn.
Under 1600-talet räknades Gallowayponnyn som en av de bästa körhästarna i världen och man utvecklade även en större hästvariant av Gallowayponnyn som ingick i aveln till världens snabbaste hästras, det engelska fullblodet. Ponnyn ingick även i utvecklingen av Highlandponnyn och Fellponnyn.
Rasen dog ut under 1800-talet på grund av alldeles för mycket utavel då den var populär att användas för att förädla andra ponnyraser och utveckla nya hästraser, bland annat det engelska fullblodet. År 1814 dokumenterades rasens förfall av det skotska jordbruksdepartementet där man skrev att Galloway var en döende ras på grund av alltför mycket utavel och att "Galloways" snarare var en benämning på en typ av häst som var runt 140-150 cm, ett mellanting mellan ponny och stor häst, oavsett vilken ras den tillhörde.

## Egenskaper
Gallowayponnyn ansågs vara en vacker ponny med ädla drag, trots att den egentligen var en vildhäst som var väldigt primitiv. Rasen har beskrivits som att man lättast kände igen dem på deras små huvuden och smala halsar. Gallowayponnyn var även känd för att den gled fram istället för att trava och besatt då troligtvis den mycket flytande passgången. Troligtvis var den mellan 130 och 140 cm i mankhöjd och var främst brun eller bork med svarta ben.
Gallowayponnyn användes mycket som jordbrukshäst men när den större varianten utvecklades användes rasen även till ridning och körning.